# Paweł Straszewski (lektor)
Paweł Straszewski (ur. 1975) – polski lektor telewizyjny. Wieloletni lektor Teleexpressu. Czyta także audiobooki i audiodeskrypcje filmów.

## Filmografia

### Lektor
Anime
- Ergo Proxy (Canal+)
- Ostatni strażnik magii (DVD)
- Samurai Champloo (DVD)

Filmy animowane
- Piotruś Pan (DVD)

Filmy dokumentalne
- Śmierć na 1000 sposobów
- Świat i Solidarność[5]
- Ukraina. Narodziny narodu[6]
- Walka bez broni. Biuro informacji i propagandy komendy głównej Armii Krajowej[6]
- Wolność mierzona śladami gąsienic[6]

Reality Show
- Superniania (wersja amerykańska i brytyjska) (Polsat Café)

Filmy fabularne
- Brzdąc w opałach (CANAL+)[7]
- Coś (DVD)
- Córy szczęścia (TVP HD)[6]
- Deszczowa wróżka (TV Puls)
- Hannah Montana: Film (TVP1)[6]
- Sophie Scholl – ostatnie dni (DVD)
- Wirus Apokalipsy (TVN)[6]
- Dom Glassów (VHS)[8]
- Syn Boży (TVP 1)

Teatr Telewizji
- Wilk i owce (TVP)[9]

Seriale telewizyjne
- Meandry uczuć (TVP2)
- Tylko z tobą (TVP2)
- Czas miłości (iTVN)
- Cena miłości (TVP2)
- Cena wolności (TVP1 HD)
- Czarna perła (TVP2)
- Imperium miłości (TVP2)
- Nadzieja i miłość (TVP2)
- Łzy Cennet (TVP2)
- Wtajemniczeni: Mikropodróż przez ciało (TV4)
- Strażnik Teksasu (TV4)
- Więzień miłości (TVP2)
- Zagubieni (platforma ‘n’)
- Zniewolona (TVP1)

Telenowele
- Duch Eleny (TV Puls)
- Dziedzictwo del Monte (iTVN)
- Esmeralda (TV4)
- Miłość i przeznaczenie (TV Puls)
- Moje serce bije dla Loli (TV Puls)
- Na przekór przeznaczeniu (iTVN)
- Prawo pożądania (TVN)
- Przeklęta (TV4)
- Teresa (TVN)
- Trzy razy Ana (TV4)

Audiobooki
- Głowa Kassandry[6]
- Karlgoro godzina 18:00[6]
- Wynajęty człowiek[6]
- Ziarno Kirliana[6]

### Narrator
- Walka bez broni
- Władca pierścionka

### Audiodeskrypcja
- Psy (adapter.pl)
- Sami swoi (35mm.online)
- Nie ma mocnych (35mm.online)
- Konsul (35mm.online)
- Sezon na misia (Telewizja Polsat, Polsat Film, Super Polsat)
- Sezon na misia 2 (Telewizja Polsat, Polsat Film, Super Polsat)
- Sezon na misia 3 (Telewizja Polsat, Polsat Film, Super Polsat)
- Na fali (Telewizja Polsat, Polsat Film, Super Polsat)
- Na fali 2 (Telewizja Polsat, Polsat Film, Super Polsat) (wersja lektorska)
- Hotel Transylwania (Telewizja Polsat, Polsat Film, Super Polsat)
- Hotel Transylwania 2 (Telewizja Polsat, Polsat Film, Super Polsat)
- Hotel Transylwania 3 (Telewizja Polsat, Polsat Film, Super Polsat)
- Indiana Jones i Świątynia Zagłady (Telewizja Polsat, Polsat Film, Super Polsat) (wersja lektorska)
- Dziwna Przygoda Kubusia (Telewizja Polsat, Polsat Film, Super Polsat)
- Król lew 2: Czas Simby (Telewizja Polsat, Polsat Film, Super Polsat)
- Król lew 3: Hakuna Matata (Telewizja Polsat, Polsat Film, Super Polsat)